# Jurino
Jurino (in russo Ю́рино?; in lingua mari occidentale: Йӱрнӹ) è un insediamento di tipo urbano, centro amministrativo del distretto Jurinskij della Repubblica dei Mari, in Russia. Fondata nel 1227, ha ottenuto lo status di insediamento di tipo urbano nel 1927. Nel 2023 contava 2 546 abitanti. Situato sulla riva sinistra del Volga (bacino di Čeboksary alla confluenza del Vetluga. Nel 1700 era conosciuto come villaggio di Archangel'skoe.